# Taishin Morikawa
Taishin Morikawa (født 27. september 1994) er en japansk fodboldspiller.
Han har spillet for flere forskellige klubber i sin karriere, herunder Roasso Kumamoto, Gainare Tottori og Fujieda MYFC.